# Knightia
Knightia is een geslacht uit de familie Proteaceae. De soorten uit het geslacht komen voor op het eiland Nieuw-Caledonië en in Nieuw-Zeeland. Het geslacht is vernoemd naar de Britse hovenier Joseph Knight.

## Soorten
- Knightia deplanchei Vieill. ex Brongn. & Gris
- Knightia excelsa (Knight) R.Br.
- Knightia strobilina (Labill.) R.Br. ex Meisn.

... · 
Adenanthos · 
Alloxylon · 
Banksia · 
Grevillea · 
Leucadendron · 
Macadamia · 
Persoonia · 
Protea · 
Toronia · 
Xylomelum · 
...